# Basilika der Macarena

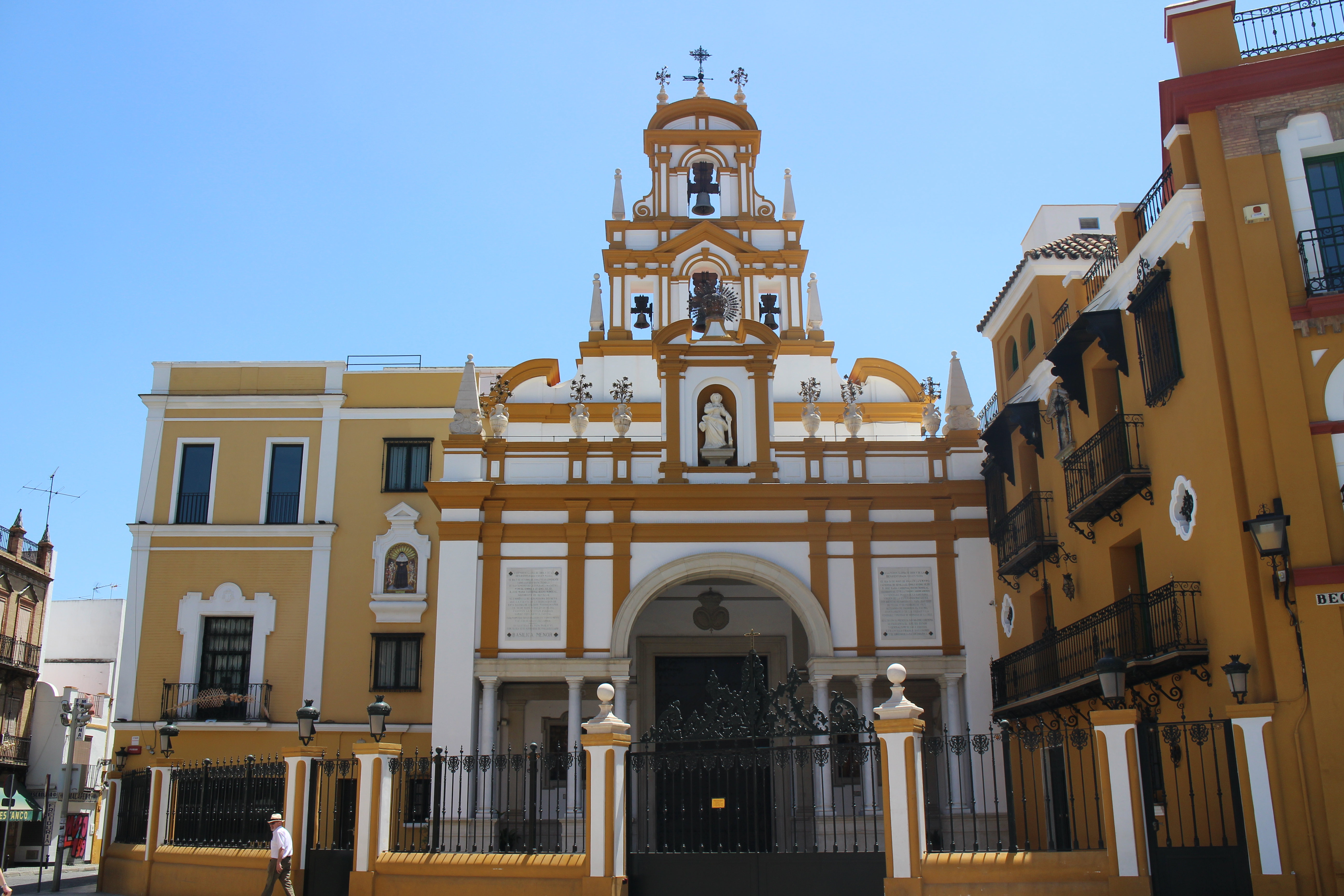
Basilika der Macarena

Die Basílica María Santísima de la Esperanza Macarena, kurz Basílica de la Macarena, ist eine römisch-katholische Kirche im spanischen Sevilla. Der Mitte des 20. Jahrhunderts errichtete neobarocke Bau liegt im Stadtviertel Macarena und fungiert als Pfarrkirche des Erzbistums Sevilla. Sie trägt seit 1966 den Titel einer Basilica minor und beherbergt das wichtigste Gnadenbild der Stadt, die aus dem 17. Jahrhundert stammende Marienstatue „La Macarena“.

## Geschichte

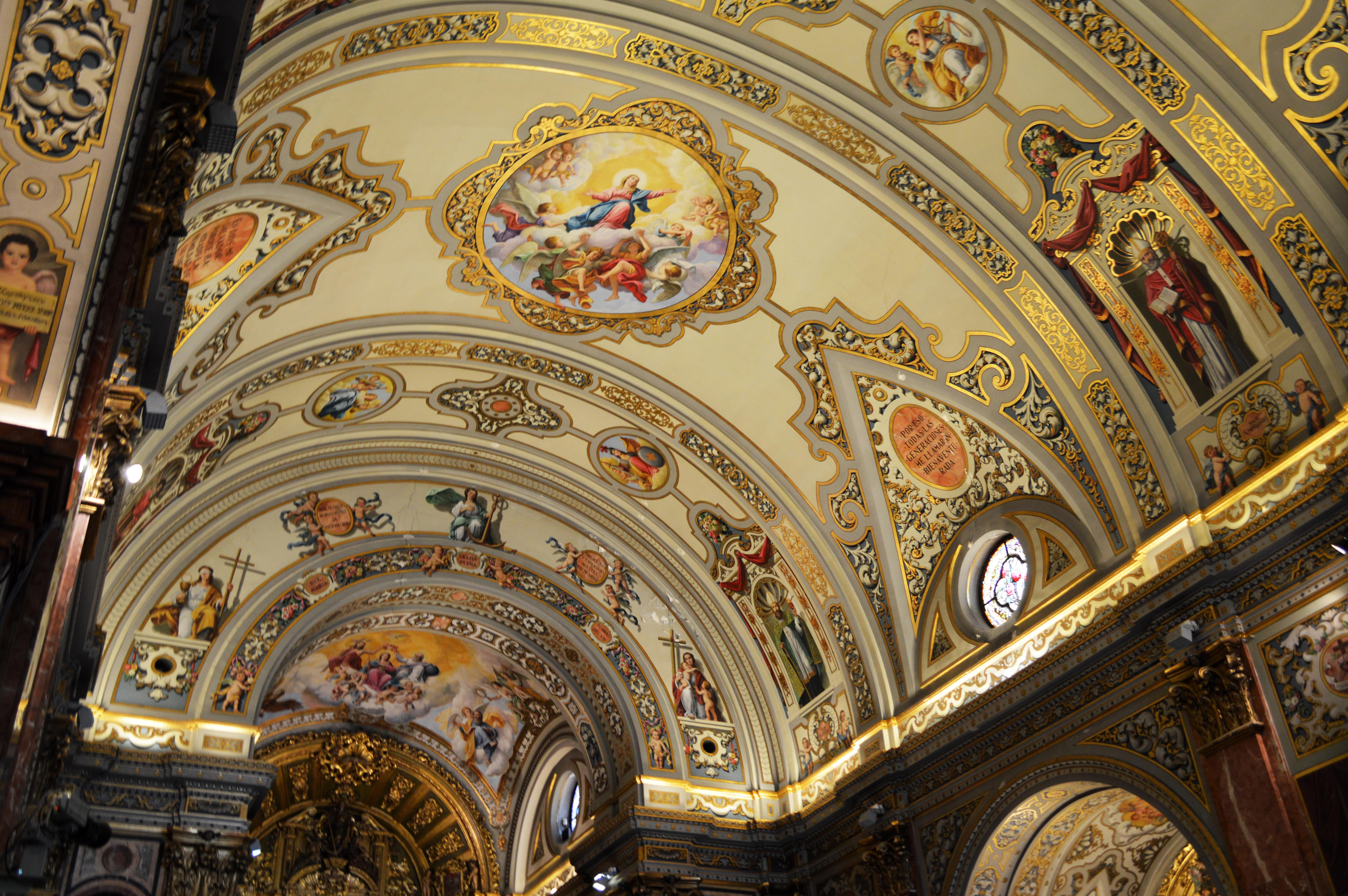
Die Decken der Basilika

Die neue Kirche sollte die Titularbilder der Bruderschaft Hermandad de la Macarena beherbergen, die bis dahin in ihrer Kapelle in der 1936 von Anhängern der Frente Popular abgebrannten Pfarrkirche von San Gil verehrt worden waren. Das Viertel der Bruderschaft liegt am Rande der Altstadt nahe dem Stadttor Arco de la Macarena, nach dem sich die Karfreitagsbruderschaft von San Gil benannt hatte. Mit dem benachbarten Neubau unmittelbar gegenüber dem Stadttor wurde 1941 begonnen, am 13. April erfolgte die Grundsteinlegung mit dem Segen des Erzbischofs von Sevilla, Pedro Segura y Sáenz. Die Kirche wurde 1949 fertiggestellt, am 18. März desselben Jahres von Erzbischof Segura benediziert (vorläufig eingesegnet), wobei General Gonzalo Queipo de Llano und Serafina Salcedo Ausó, die Ehefrau des damaligen Bruderschaftsvorsitzenden und Generals Francisco Bohórquez Vecina, die Patenschaft übernahmen, und schließlich am 7. Oktober 1966 von Kardinal José María Bueno y Monreal, dem neuen Erzbischof der Stadt, endgültig konsekriert.
Die Kirche wurde durch Papst Paul VI. am 12. November 1966 in den Rang einer Basilica minor erhoben und war damit die erste Kirche in Sevilla, die diese Würde erhielt.

## Gnadenbild

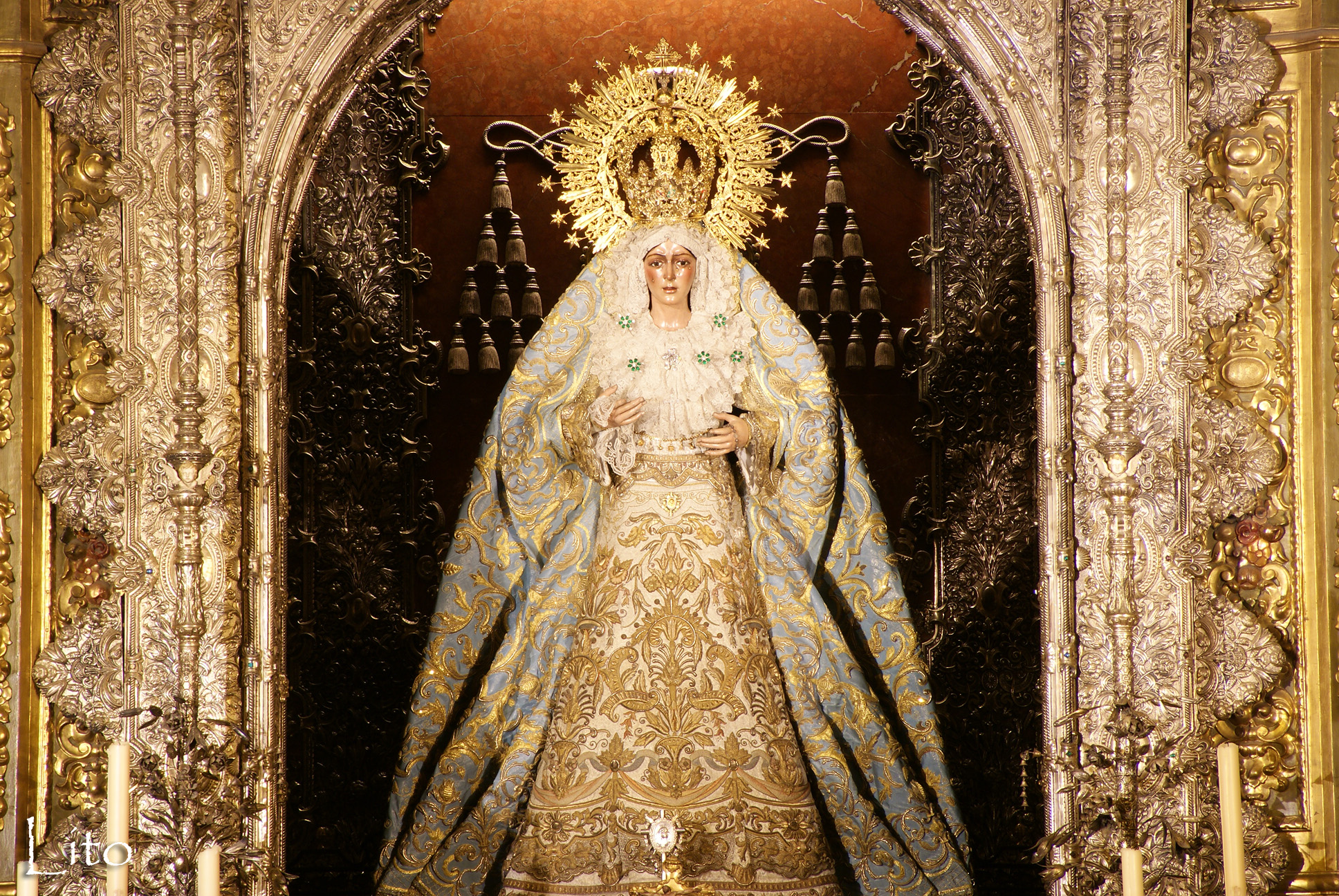
Esperanza Macarena in der Basilika

Das Gnadenbild Nuestra Señora de la Esperanza („Unsere Liebe Frau der Hoffnung“), kurz „La Macarena“ genannt, ist die Schutzpatronin der Macarena-Bruderschaft und die beliebteste Heiligenfigur Sevillas. Sie wird weit über die Stadtgrenzen hinaus verehrt; für viele Sevillaner ist sie das zentrale Symbol ihrer Identität. In den Prozessionen während der Semana Santa in Sevilla tragen sie die Mitglieder der Bruderschaft in volkstümlichen Kostümen, die teilweise römischen Rüstungen nachgebildet sind, in der Nacht zum Karfreitag in einem schwarzen Gewand stundenlang durch die Straßen der Stadt zur Kathedrale von Sevilla. Das aus dem 17. Jahrhundert stammende Bildnis der Virgen de la Esperanza Macarena, einer Schmerzensmadonna, die um ihren Sohn weint, ist keine Volkskunst, sondern wird „La Roldana“ zugeschrieben, der ersten Hofbildhauerin Spaniens Luisa Roldán, einer Tochter des Barockbildhauers Pedro Roldán, die beide für ihre lebensechten farbigen Skulpturen berühmt sind.
Das Bildnis wurde am 27. März 1913 im Beisein von Kardinal Enrique Almaraz y Santos, der die Krone segnete, von dem andalusischen Dichter und Kanoniker Juan Francisco Muñoz y Pabón im Rahmen einer sogenannten Volkskrönung mit einer aufwendigen Goldkrone gekrönt. Einen hohen Beitrag zur Stiftung der Krone hatte der Torero Joselito El Gallo geleistet, von dem auch die in Paris gefertigten fünf Art-déco-Blumen mit Blütenblättern aus Grünen Bergkristallen stammen, welche die Macarena an diesem Tag erstmals an ihrer Brust trug und die seither zu einem ihrer Erkennungsmerkmale geworden sind. Sie werden im Volksmund mariquillas genannt. In den nachfolgenden Jahrzehnten wurde die von Spenden aus dem Volk finanzierte Krone durch weitere Schenkungen von Edelsteinen und Preziosen immer weiter ausgeschmückt. Schließlich wurde die kanonische Krönung der Marienstatue „La Macarena“ am 31. Mai 1964 an ihrem neuen Standplatz am Hauptaltar ihrer heutigen Kirche in Anwesenheit des Generalissimus’ Francisco Franco, seiner Frau Carmen Polo und ihrer gemeinsamen Tochter Carmen von Kardinal Bueno Monreal vorgenommen. Sie war eines der letzten zeremoniellen Großereignisse des spanischen Nationalkatholizismus der Francozeit, bevor sich die Katholische Kirche im Anschluss an das Zweite Vatikanische Konzil stärker vom Franco-Regime zu distanzieren begann.

## Beschreibung
Die Saalkirche wurde durch den sevillanischen Architekten Aurelio Gómez Millán errichtet. An den Glockengiebel schließt sich ein einschiffigen Bau mit Seitenkapellen an. Das Tonnengewölbe ist reich ausgemalt.

### Hauptaltar der Macarena

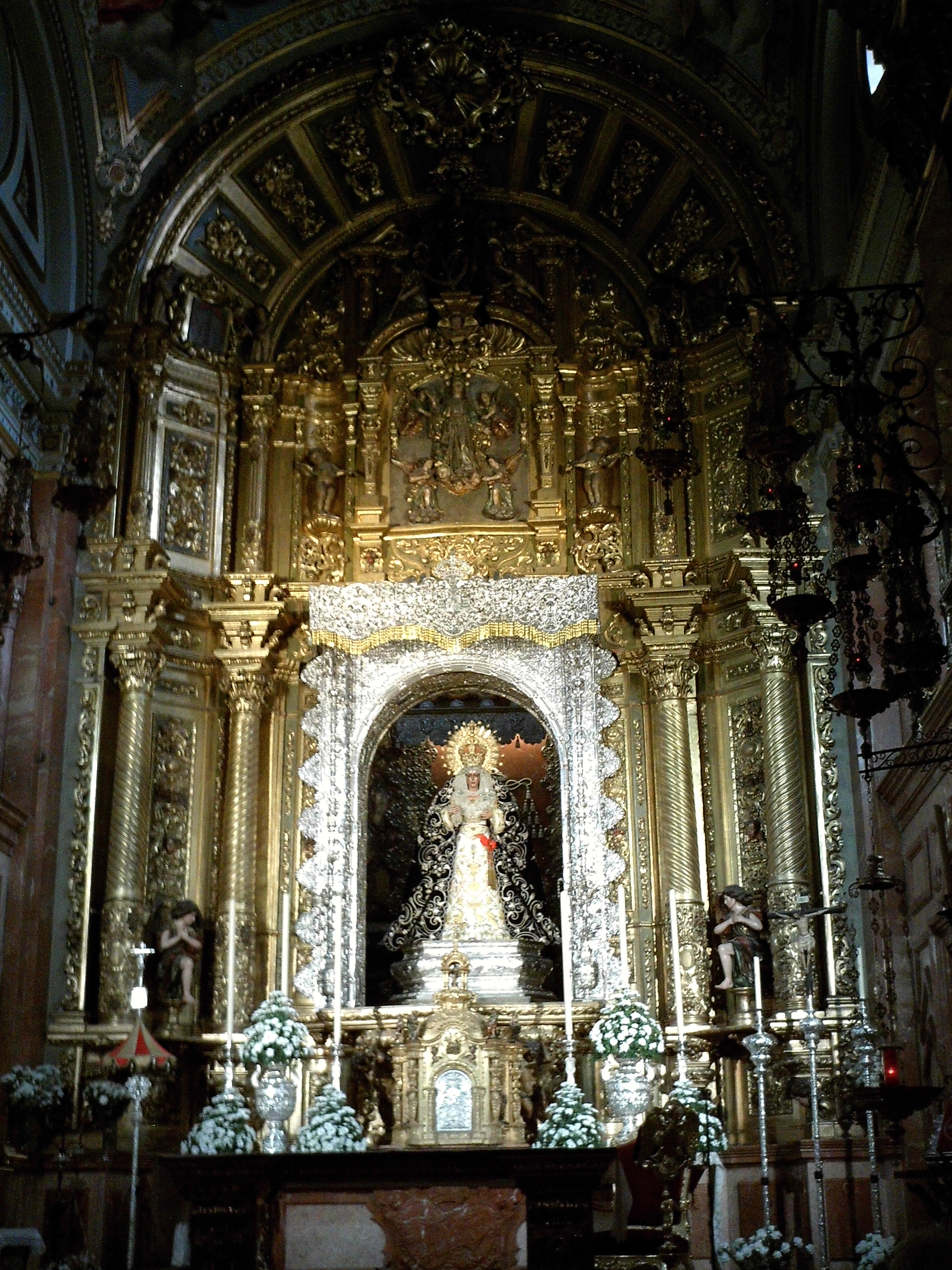
Altar de la Macarena

Das Altarbild des Hauptaltars ist die Virgen de la Esperanza Macarena. Der im neobarocken Stil gehaltene Tafelaltar, der die Statue einrahmt, wurde 1949 von Juan Pérez Calvo und Rafael Fernández del Toro geschaffen; die Gemälde stammen von dem Cádizer Künstler Luis Ortega Bru und die Vergoldung von Antonio Sánchez. Der Aufbau ist zwölf Meter hoch und besteht aus zwei Stufen und einem Dachgeschoss, in dem Allegorien der drei christlichen theologischen Tugenden untergebracht sind. Die Dekoration des Camaríns der Jungfrau wurde von Fernando Marmolejo Camargo ausgeführt, ebenso wie der silberne Aufsatz des Camaríns, der die Vorderseite eines Prozessionsbaldachins simuliert und das vorherige Werk von Juan Pérez Calvo ersetzte.

### Kapelle La Sentencia
Die erste Kapelle auf der Evangelienseite ist der Verehrung von Nuestro Padre Jesús de la Sentencia gewidmet, einer mit wechselnden Kleidungsstücken staffierten Christusfigur, die Jesus vor Pilatus zeigt und 1654 von Felipe de Morales geschaffen wurde. Das Bild befindet sich in einem Altar, der 1951 von der Werkstatt Pérez Calvo angefertigt und mit Spenden der Beamten des spanischen Justizministeriums finanziert wurde. Der Altar ist vom Barockstil inspiriert und besteht aus einem dreischiffigen Baukörper, der das zentrale Schiff die Kapelle ausfüllt. Die Bilder sind ebenfalls von Ortega Bru, und die Seitenteile tragen Kartuschen des heiligen Dominikaners Gonzalo von Amarante und der heiligen Genoveva von Paris, was an das bis 2022 in der Kapelle bestattete Stifterehepaar erinnert, den Franco-General Gonzalo Queipo de Llano und seine Frau Genoveva Martí, nach denen auch zwei Pfarrkirchen in Neubaugebieten von Sevilla benannt sind. Das Ganze wird gekrönt von einem Relief Unserer Lieben Frau auf dem Pfeiler, die auch als Patronin der Hispanität gilt.

### Rosenkranzkapelle
Diese Kapelle befindet sich rechts vom Hauptaltar und beherbergt das Standbild einer Rosenkranzmadonna mit dem Jesuskind. Es wird am Rosenkranzfest, das in Spanien am letzten Sonntag im Oktober gefeiert wird, von der Macarena-Bruderschaft in einer Prozession durch die Straßen des Viertels getragen.

### Altar der Hispanität

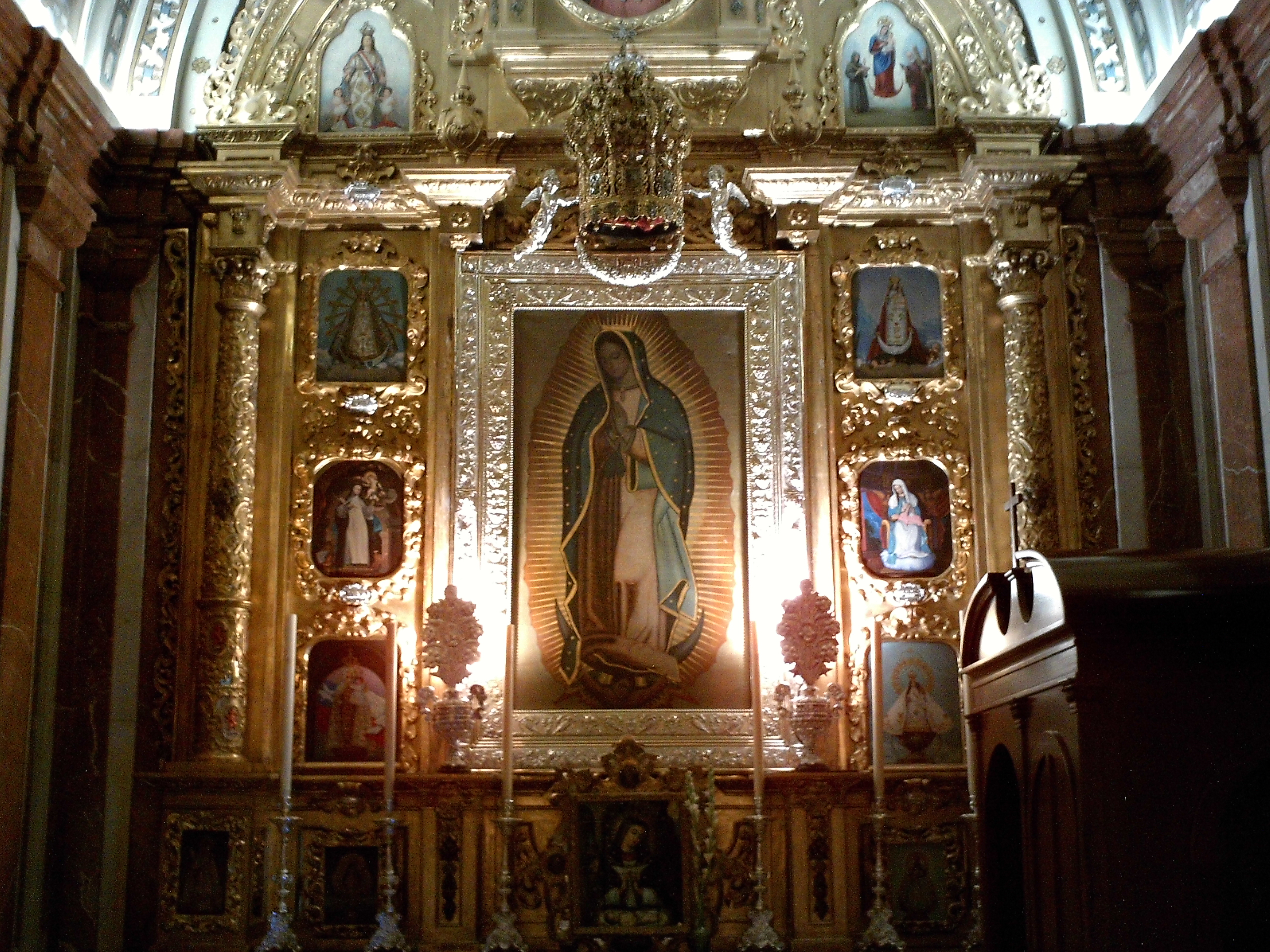
Altar de la Hispanidad

Der Altar de la Hispanidad ist das letzte Altarbild der Kirche, wenn auch nicht in der Chronologie, und befindet sich am Fuß der Epistelwand. Sie wurde 1959 von Kardinal Bueno Monreal eingesegnet. Dieses Altarbild wurde von den sevillanischen Bruderschaften geschaffen, vordergründig um der hispanoamerikanischen Bevölkerung für die vielen Spenden zu danken, die diese für den Bau und die Verschönerung der Basilika geschickt hatte. Ideologisch schließt die Widmung an das zu dieser Zeit vom franquistischen Staat propagierte Konzept der Hispanität an, mit dem Franco die Isolation Spaniens in der europäischen Nachkriegsordnung zu kompensieren versuchte. Sevilla als Ausgangshafen aller spanischen Entdeckungs- und Eroberungsfahrten nach Amerika im Kolonialzeitalter spielt für den Hispanitätsgedanken eine besonders emblematische Rolle. Der Altar wurde von der Werkstatt von Pérez Calvo entworfen und ausgeführt. Er ist mit Gemälden spanischamerikanischer Schutzmadonnen geschmückt, die alle von dem sevillanischen Künstler Luis Encina stammen, mit Ausnahme der Muttergottes von Altagracia, der Schutzpatronin der Dominikanischen Republik, die der Künstler Enrique Orce in Form einer Fliesenmalerei abbildete.
Der Altar wird von einem Gemälde der Jungfrau von Guadalupe, der Schutzpatronin Mexikos, beherrscht, das von Joseph Mota im Jahr 1703 gemalt und der Bruderschaft von dem Priester Feliciano Cortés, dem Großabt der Basilika Unserer Lieben Frau von Guadalupe in Mexiko, geschenkt wurde. Die anderen Bilder sind: Unsere Liebe Frau von Coromoto, Schutzpatronin von Venezuela; Unsere Liebe Frau von Caacupé, Schutzpatronin von Paraguay; heilige Rosa von Lima, Schutzpatronin von Peru; Unsere Liebe Frau von der Göttlichen Vorsehung, Schutzpatronin von Puerto Rico; Unsere Liebe Frau von Luján, Schutzpatronin von Argentinien; Unsere Liebe Frau von Chiquinquirá, Schutzpatronin von Kolumbien; Unsere Liebe Frau von Quinche, Schutzpatronin von Ecuador; Unsere Liebe Frau vom Karmel, Schutzpatronin von Chile; Unsere Liebe Frau von Altagracia, Schutzpatronin der Dominikanischen Republik; und Unsere Liebe Frau von den Engeln, Schutzpatronin von Costa Rica.

## Grabstätten
In der Basilika beigesetzt wurden der Eroberer von Sevilla im Spanischen Bürgerkrieg und spätere Kommandeur des Militärdistrikts von Sevilla, General Gonzalo Queipo de Llano († 1951), der nebst Ehefrau Genoveva Martí († 1967) in der ersten Seitenkapelle auf der Evangelienseite des Hauptaltars bestattet war, sowie der General Francisco Bohórquez Vecina († 1955), der den Kirchenbau als damaliger Vorsteher der Macarena-Bruderschaft in den 1940er Jahren als Monument des nationalspanischen Sieges initiiert hatte und unmittelbar im Altarraum der Kirche direkt unter dem Gnadenbild ruhte. Beide wurden als Kriegsverbrecher am 3. November 2022 auf Veranlassung der spanischen Regierung umgebettet.